# Maison du Maroc
La Maison du Maroc est une résidence étudiante située au sein de la Cité internationale universitaire de Paris, à Paris dans le 14ème arrondissement. Elle a été inaugurée en octobre 1953. Par décret en date du 22 février 2011, la Maison du Maroc est reconnue comme fondation d'utilité publique (F.R.U.P.) et devient la "Fondation Maison du Maroc". 

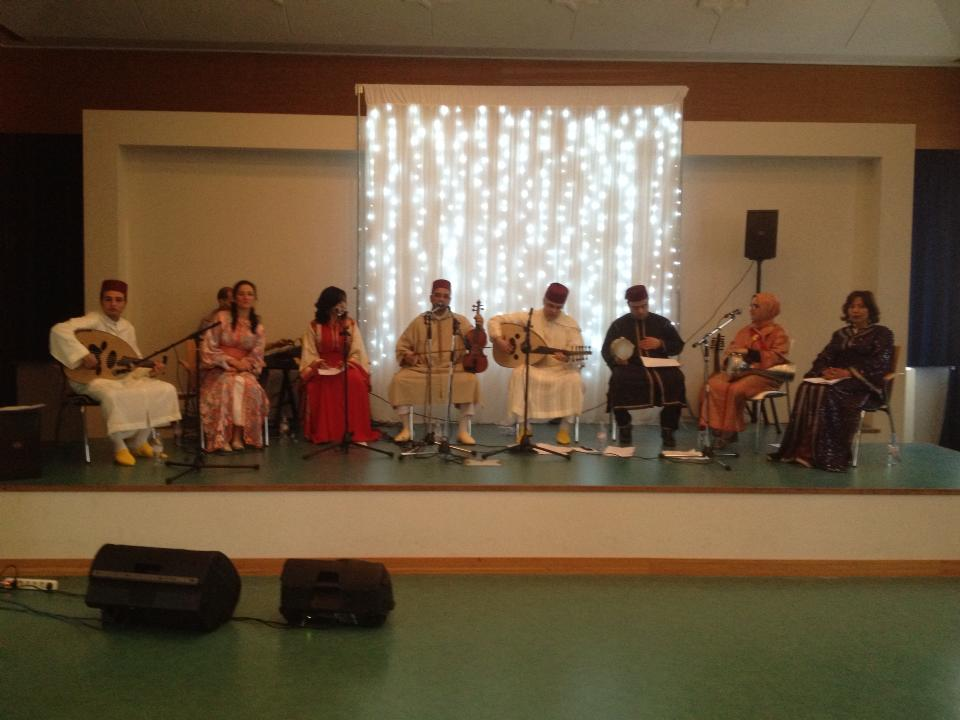
La Maison du Maroc accueille des événements culturels traditionnels

## Histoire

### Construction
La Maison du Maroc a été construite à l’initiative du Roi Mohammed V. Son édification débute grâce à la convention du 4 juillet 1949, signée entre le gouvernement marocain et la Fondation nationale (qui gère la Cité internationale universitaire de Paris). 
La construction a été financée par le gouvernement marocain et Jean Walter, donateur privé, fondateur de la Société des mines de Zellidja à Sidi Boubeker. La maison accueille les étudiants en octobre 1953.

### Rénovation

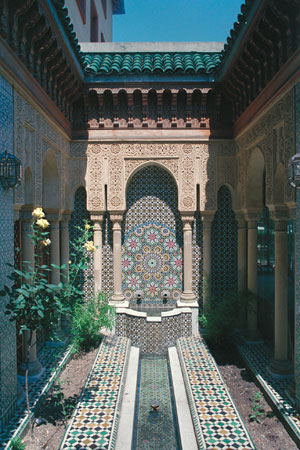
Patio de la Maison du Maroc, situé entre les deux bâtiments

En 1982, la Maison du Maroc est rénovée par André Paccard, directeur des bureaux techniques du palais royal au Maroc. Ainsi, la Maison du Maroc est doté d'un patio andalou, d'une porte monumentale traditionnelle et d'un salon marocain. 
En 1992, puis de 2002 à 2008, de nouveaux travaux de rénovation sont lancés et conduits par Mohammed Fikri Benabdallah, architecte marocain. Ces derniers travaux ont principalement permis de gagner en confort et en accessibilité.

## Architecture
Les architectes de la Maison du Maroc sont Albert Laprade, Jean Vernon et Bruno Philippe. Albert Laprade a participé à la conception d'autres résidences de la Cité internationale universitaire de Paris : la Fondation Abreu de Grancher (anciennement Maison du Cuba) et la Résidence Lucien Paye.

### Composition
La Maison du Maroc est composée de deux pavillons typiques des années 1950. La Maison dispose de deux types de logements : des chambres pour étudiants et doctorants (12  à   15 m2) et de studios pour des chercheurs et professeurs visiteurs (entre 22  et   32 m2). La Maison du Maroc abrite 229 logements, dont 174 chambres et 55 studios.

### Particularités
Certains détails ont été introduits, comme les toitures en tuile vernissée, qui évoquent l’architecture traditionnelle marocaine.
La Maison du Maroc accueille aussi un salon typiquement marocain assorti d'un mobilier oriental.

## Gouvernance
Depuis janvier 2020, le Directeur de la Maison du Maroc est Mohamed ABOUSSALAH. Depuis 2013, le Président du Conseil d'Administration est S.E.M. Chakib BENMOUSSA, Ambassadeur de Sa Majesté Le Roi en France. 
Précédents Directeurs : 
- Mohamed Boussetta, de novembre 2016 à octobre 2019
- Mohamed Kouam, de septembre 2012 à juin 2016
- Ahmed Ezbakhe, de janvier 2002 à décembre 2011
- Mohamed Zinoune, de juillet 1995 à novembre 2001
- Abdelhamid Lotfi, de septembre 1990 à juillet 1995
- Mohamed ESSAEGH, de juillet 1984 à juillet 1990
- Driss Amor, de décembre 1981 à décembre 1984
- Rodolphe Gambino, d'aout 1973 à novembre 1980
- Rodolphe Gambino, Administrateur de septembre 1971 à septembre 1973
- Della Sudda, d'octobre 1968 à octobre 1970
- Omar Senoussi, d'octobre 1966 à octobre 1968
- Abdelmalek Rhoul, d'octobre 1965 à octobre 1966
- Abdelfettah Regragui de décembre 1963 à octobre 1965
- Bernard Charlier, de décembre 1958 à décembre 1963
- Yves Renouard, de mai 1955 à décembre 1958
- Jean Arnaud, de février 1953 à mai 1955